# 普光镇
普光镇，是中华人民共和国四川省达州市宣汉县下辖的一个乡镇级行政单位。2020年6月，撤销双河镇、土主镇和柳池镇，将原双河镇、原土主镇和原柳池镇马家社区、柳坪村、石堰村、杨合村、锅坪村所属行政区域划归普光镇管辖。

## 行政区划
普光镇下辖以下地区：
龙井社区、双江社区、铜坎社区、进化村、北斗村、塌垭村、千河村、新滩村、陡梯村、灯笼村、支溪村和芭蕉村。